# Давыдов, Алексей Александрович
Давыдов Алексей Александрович (род. 20 сентября 1956, Чертково, Селивановский район, Владимирская область, СССР) — российский учёный-математик, д.ф.-м.н. (1993), профессор (1995), заведующий кафедрой теории динамических систем механико-математического факультета МГУ, заведующий кафедрой математики Университета МИСИС..

## Биография
В 1974 году Алексей Александрович Давыдов окончил физико-математическую школу-интернат № 18 имени А. Н. Колмогорова при МГУ, поступил и в 1979 году окончил мехмат МГУ, затем там же — аспирантуру (1979—1982) в научной школе В. И. Арнольда, защитив в 1983 году в МГУ диссертацию по теме «Особенности в двумерных управляемых системах» на учёную степень кандидата физико-математических наук по специальности 01.01.02 (дифференциальные уравнения),
С 1982 года А. А. Давыдов связал свою судьбу с Владимирским государственным университетом, пройдя путь от ассистента до профессора.
В 1997 году был одним из создателей факультета информатики и прикладной математики ВлГУ, был его первым деканом. Учёный секретарь Владимирского научного центра РАЕН. Заведующий кафедрой функционального анализа и его приложений факультета прикладной математики и физики ВлГУ.
С осени 2014 года. проф. А. А. Давыдов заведует кафедрой теории динамических систем мехмата МГУ.

## Научный вклад
Профессор А. А. Давыдов признан математическим сообществом как крупный специалист в качественной теории дифференциальных уравнений, динамических и управляемых систем, теории особенностей экстремальных задач.
Им
- создана качественная теория управляемых систем на поверхностях,
- разработана теория структурной устойчивости локальной и нелокальной управляемости типичных систем на замкнутых ориентируемых поверхностях;
- развита теория нормальных форм неявных дифференциальных уравнений первого порядка на прямой,
- доказана гёльдеровость границы достижимости типичной управляемой системы в конечномерном фазовом пространстве;
- предложена классификация оптимальных стратегий и особенностей средней временной выгоды типичных управляемых процессов на окружности.
- получены основополагающие результаты в теории управления циклическими процессами.
- дана классификация особенностей условного параметрического минимума при размерности параметра до четырёх (совместно с В. М. Закалюкиным);
- завершена полная локальная классификация типичных линейных дифференциальных уравнений второго порядка с частными производными на плоскости (совместно с Э. Росалесом-Гонсалесом).[10],[9].

## Научно-организационная деятельность
- член редколлегии журнала «Journal of Dynamical and Control Systems» (с 1 января 1995);
- член редколлегии журнала «Известия РАН. Серия математическая» (с 26 октября 2009)
- председатель организационного комитета двухгодичных конференций по дифференциальным уравнениям и динамическим системам в г. Суздаль, проводимых совместно МГУ, МИАН и ВлГУ;
- член (2016—2018) Правления Московского математического общества.
- член диссертационных советов МГУ, МИАН, ВлГУ[2].

## Преподавательская деятельность
Проф. А. А. Давыдов является автором 12-ти учебных курсов мехмата МГУ. Соавторы по курсам: И. А. Богаевский, А. Ю. Жиров,
В разные годы читал следующие курсы:
- «Дифференциальные уравнения»,
- «Дополнительные главы теории обыкновенных дифференциальных уравнений»,
- «Особенности неявных дифференциальных уравнений»,
- «Теория катастроф в приложениях»,
- «Теория особенностей и её приложения»
- и другие

Под его руководством защищены 1 докторская (Богаевский Илья Александрович) и не менее 9 кандидатских диссертаций, включая соискателей из Вьетнама и Португалии.

## Награды, премии, почётные звания
- Премия Московского математического общества молодым учёным «за развитие теории нормальных неявных дифференциальных уравнений первого порядка и их приложений» (1986)
- лауреат гранта Президента Российской Федерации молодым докторам наук (1996)
- Премия издательства МАИК «Наука/Интерпериодика» (2002)
- Знак Почётный работник высшего профессионального образования Российской Федерации (2007) (Минобрнауки РФ)[2].
- член-корреспондент Академии естественных наук и Академии инженерных наук им. А. М. Прохорова;

## Избранная библиография

### Книги
- Qualitative theory of control systems / Davydov A.A. American Mathematical Society (United States), 1994. 147 p. ISBN 082184590X. (англ.)
- Сборник индивидуальных заданий по обыкновенным дифференциальным уравнениям / Давыдов А. А., Голопуз С. А., Давыдова Л. В., Исаенко Е. М. Владимир: Владимирский ГУ, 1998, 86 с. ISBN 5-89368-087-1.
- Teoria das Singularidades / Davydov A.A. Centro de Matematica da Universidade do Porto. Porto, 2003. 75 p. (порт.)
- Курс лекций по введению в теорию катастроф и её приложения / Давыдов А. А. Владимир: Владимирский государственный университет, 2009. 98 с. ISBN 978-5-89368-922-8[2].

### Диссертации
- Давыдов, Алексей Александрович. Особенности в двумерных управляемых системах : диссертация … кандидата физико-математических наук : 01.01.02. — Москва, 1982. — 149 с. : ил.[7]
- Давыдов, Алексей Александрович. Неявные дифференциальные уравнения и качественная теория управляемых систем на поверхностях : диссертация … доктора физико-математических наук : 01.01.02. — Москва, 1993. — 269 с. : ил.[11]

### Избранные статьи
- Давыдов А. А. Нормальная форма дифференциального уравнения, не разрешённого относительно производной в окрестности его особой точки // Функц. анализ и его приложения, 19:2 (1985), 1-10.
- Давыдов А. А. Особенности полей предельных направлений двумерных управляемых систем. // Матем. сб., 136(178):4 (1988), 478—499.
- Давыдов А. А. Структурная устойчивость управляемых систем на ориентируемых поверхностях. // Матем. сб., 182:1 (1991), 3-35
- Давыдов А. А., Росалес-Гонсалес Э. Полная классификация типичных линейных дифференциальных уравнений второго порядка с частными производными на плоскости. // Докл. РАН, 350:2 (1996), 151—154
- Давыдов А. А., Мена-Матош Е. Типичные фазовые переходы и особенности выгоды в модели Арнольда. // Матем. сб., 198:1 (2007), 21-42

### Видеозаписи выступлений
- Давыдов А. А. О структурной устойчивости динамических неравенств на сфере // Пленарный доклад на Третьей межд. науч. конф. «Осенние математические чтения в Адыгее» (ОМЧА-3), Адыгейский гос. университет, 16 окт. 2019 г., Майкоп, р. Адыгея. Обнародовано: Кавказский матем. центр АГУ, 21 янв. 2020 г.